# Naplovac Veli
Naplovac Veli je majhen nenaseljen otoček v Jadranskem morju. Pripada Hrvaški. Nahaja se ob severni obali otoka Korčula, pred vzhodnim delom vasi Prigradica, približno 350 m od obale.
Površina otočka je 4525 m². Dolžina obale je 272 m in se dviga 4 m od morja.